# Atração sexual genética
Atração sexual genética é o incesto entre parentes próximos, tais como irmãos ou meio-irmãos, pai e filhos, ou primos de primeiro e segundo grau que se encontram pela primeira vez depois de adultos.
O termo foi cunhado nos EUA no final dos anos 80 por Barbara Gonyo, a fundadora do Truth Seekers In Adoption, Um grupo de apoio baseado em Chicago para  adotados e seus familiares de sangue até então desconhecidos.

## Fatores contribuintes
As pessoas tendem a selecionar companheiros que são como si mesmas, o que é conhecido como acasalamento preferencial. Isso é válido para aparência física e traços mentais. As pessoas comumente classificam rostos semelhantes aos seus próprios como mais atraentes, confiáveis etc do que a média. No entanto, Bereczkei (2004) Atribui isso em parte à cunhagem na infância  no parente do sexo oposto. Quanto aos traços mentais, um estudo encontrou uma correlação de 0.403 entre maridos e esposas, com maridos com média de 2 pontos de QI maior. O estudo também relatou uma correlação de 0,233 para extraversão e 0.235 para inconsistência (usando o Questionário de Personalidade Eysenck). Uma revisão de muitos estudos anteriores descobriram que estes números são bastante comuns.
A hereditariedade produz semelhança física e mental substancial entre parentes próximos. Interesses comuns e traços de personalidade são comumente considerados desejáveis em um companheiro. A hereditariedade dessas qualidades é uma questão de debate entre natureza e nutrição, mas as estimativas são de que o QI é aproximadamente 80% herdável e os 5 grandes fatores psicológicos cerca de 50% herdáveis. Estes dados são para adultos em países ocidentais.
Pelas razões acima, presume-se que a atração sexual genética ocorre como uma consequência de parentes genéticos que se encontrarem depois de adultos, tipicamente como consequência da adoção. Embora esta seja uma rara consequência de reuniões adotivas, o grande número de reuniões adotivas nos últimos anos significa que um maior número de pessoas são afetadas.
A atração sexual genética é rara entre as pessoas criadas juntas na primeira infância devido a uma cunhagem sexual "reversa" conhecido como o Efeito Westermarck, que dessensibiliza as partes. É a hipótese de que este efeito evoluiu para evitar a endogamia.